# Brunswick (Nebraska)
Brunswick es una villa ubicada en el condado de Antelope en el estado estadounidense de Nebraska. En el Censo de 2010 tenía una población de 138 habitantes y una densidad poblacional de 89,7 personas por km².

## Geografía
Brunswick se encuentra ubicada en las coordenadas 42°20′16″N 97°58′18″O / 42.33778, -97.97167. Según la Oficina del Censo de los Estados Unidos, Brunswick tiene una superficie total de 1.54 km², de la cual 1.54 km² corresponden a tierra firme y (0%) 0 km² es agua.

## Demografía
Según el censo de 2010, había 138 personas residiendo en Brunswick. La densidad de población era de 89,7 hab./km². De los 138 habitantes, Brunswick estaba compuesto por el 100% blancos, el 0% eran afroamericanos, el 0% eran amerindios, el 0% eran asiáticos, el 0% eran isleños del Pacífico, el 0% eran de otras razas y el 0% pertenecían a dos o más razas. Del total de la población el 0% eran hispanos o latinos de cualquier raza.